# John McCloskey
John McCloskey (Brooklyn, 10 marzo 1810 – New York, 10 ottobre 1885) è stato un cardinale e arcivescovo cattolico statunitense.

## Biografia
Figlio di due irlandesi emigrati negli USA, Patrick McCloskey ed Elizabeth Harron, studiò prima presso il Mount St. Mary's College and Seminary ad Emmitsburg (nel Maryland) e quindi alla Pontificia Università Gregoriana in Roma.
Il 12 gennaio 1834 fu ordinato sacerdote a New York.
Fino al 1837 compì ulteriori studi a Roma e quindi rientrò negli Stati Uniti, ove svolse attività pastorale e d'insegnamento.
Nominato vescovo titolare di Azieri il 21 novembre 1843, fu consacrato il 10 marzo 1844 a New York.
Il 21 maggio 1847 fu nominato vescovo di Albany, primo vescovo della neonata diocesi.
Nel 1864 divenne arcivescovo di New York.
Alla fine del 1869 si recò nuovamente a Roma per partecipare al Concilio Vaticano I. Al suo ritorno si prodigò in opere di assistenza per i
sempre più numerosi immigrati europei e fece costruire nuove chiese nei paesi e nelle città.
Papa Pio IX lo elevò al rango di cardinale nel concistoro del 15 marzo 1875, con il titolo di cardinale presbitero di Santa Maria sopra Minerva: fu il primo statunitense a venire elevato alla porpora.
Si recò a Roma per partecipare al conclave del 1878, ma giunse quando papa Leone XIII era già stato eletto.
Morì all'età di 75 anni e la sua salma fu tumulata nella cattedrale di New York.

## Genealogia episcopale e successione apostolica
La genealogia episcopale è:
- Cardinale Scipione Rebiba
- Cardinale Giulio Antonio Santori
- Cardinale Girolamo Bernerio, O.P.
- Arcivescovo Galeazzo Sanvitale
- Cardinale Ludovico Ludovisi
- Cardinale Luigi Caetani
- Cardinale Ulderico Carpegna
- Cardinale Paluzzo Paluzzi Altieri degli Albertoni
- Cardinale Gaspare Carpegna
- Cardinale Fabrizio Paolucci
- Cardinale Francesco Barberini
- Cardinale Annibale Albani
- Cardinale Federico Marcello Lante Montefeltro della Rovere
- Vescovo Charles Walmesley, O.S.B.
- Arcivescovo John Carroll
- Cardinale Jean-Louis Anne Madelain Lefebvre de Cheverus
- Arcivescovo Ambrose Maréchal, P.S.S.
- Vescovo John Dubois, P.S.S.
- Arcivescovo John Joseph Hughes
- Cardinale John McCloskey

La successione apostolica è:
- Vescovo John Joseph Conroy (1865)
- Arcivescovo John Joseph Williams (1866)
- Vescovo Bernard Joseph John McQuaid (1868)
- Vescovo Stephen Michael Vincent Ryan, C.M. (1868)
- Vescovo Patrick Thomas O'Reilly (1870)
- Vescovo Francis McNeirny (1872)
- Vescovo Thomas Francis Hendricken (1872)
- Vescovo Edgar Philip Prindle Wadhams (1872)
- Arcivescovo Michael Augustine Corrigan (1873)
- Vescovo John Lancaster Spalding (1877)
- Vescovo Michael Joseph O'Farrell (1881)